# Seznam indijskih ekonomistov
Seznam indijskih ekonomistov.

## D
- Partha Dasgupta

## J
- Bimal Jalan

## R
- Rajendra Singh Lodha

## S
- Amartya Sen